# Ophiomyia paektusanica
Ophiomyia paektusanica este o specie de muște din genul Ophiomyia, familia Agromyzidae, descrisă de Cerny în anul 2007. Conform Catalogue of Life specia Ophiomyia paektusanica nu are subspecii cunoscute.